# Coudun
Coudun település Franciaországban, Oise megyében. Lakosainak száma 1054 fő (2022. január 1.). Coudun Baugy, Bienville, Braisnes-sur-Aronde, Clairoix, Giraumont, Longueil-Annel, Margny-lès-Compiègne és Villers-sur-Coudun községekkel határos.

## Népesség
A település népességének változása:
| Lakosok száma | 919  | 1015 | 1089 | 1062 | 1067 | 1067 | 1063 | 1059 | 1054 |
|               | 2013 | 2015 | 2016 | 2017 | 2018 | 2019 | 2020 | 2021 | 2022 |